# Пливање на Летњим олимпијским играма 2016 — 200 метара леђно за жене
Пливачке трке у дисциплини 200 метара леђно за жене на Летњим олимпијским играма 2016. одржане су шестог и седмог дана пливачких такмичења, 11. и 12. августа у Олимпијском базену у Рио де Жанеиру. 
Учестовало је укупно 28 такмичарки из 20 земаља, а само такмичење се одвијало у три дела. Квалификације су одржане у подневном делу програма 11. августа, полуфинала у вечерњем термину истог дана када и квалификације, док је финале одржано дан касније. 
Златну медаљу освојила је репрезентативка Сједињених Држава Маја Дирадо која је финалну трку испливала у времену 2:05.99 минута. Била је то њена укупно трећа, а друга златна медаља на овим олимпијским играма. Сребро је припало Мађарици Катинки Хосу која је за победницом заостала свега 6 стотих делова секунда и испливала време од 2:06.05 минута, док је бронзану медаљу освојила Хилари Калдвел из Канаде са временом од 2:07.54 минута.

## Освајачи медаља
|                   | Резултат |                    | Резултат |                      | Резултат |
|                   |          |                    |          |                      |          |
| Маја Дирадо (USA) | 2:05.99  | Катинка Хосу (HUN) | 2:06.05  | Хилари Калдвел (CAN) | 2:07.54  |

## Рекорди
Уочи почетка трка у овој дисциплини важили су следећи светски и олимпијски рекорди:
| Светски рекорд    | Миси Френклин | 2:04.06 | Лондон, Уједињено Краљевство | 3. август 2012. |
| Олимпијски рекорд | Миси Френклин | 58.23   | Лондон, Уједињено Краљевство | 3. август 2012. |

Током такмичења нису постављени нови светски и олимпијски рекорди у овој дисциплини. 

## Квалификације
У квалификацијама које су пливане и у подневном делу програма 11. августа учестовало је 28 такмичарки из 20 земаља, а пливало се у 4 квалификационе групе. Пласман у полуфинале остварило је 16 пливачица са најбољим временима квалификација. 
| Плас. | Трка | Стаза | Пливачица                 | Држава                    | Време   | Нап.   |
| ----- | ---- | ----- | ------------------------- | ------------------------- | ------- | ------ |
| 1.    | 3    | 4     | Катинка Хосу              | Мађарска                  | 2:06.09 | КВ, НР |
| 2.    | 3    | 3     | Хилари Калдвел            | Канада                    | 2:07.40 | КВ     |
| 3.    | 3    | 5     | Маја Дирадо               | Сједињене Америчке Државе | 2:08.60 | КВ     |
| 4.    | 2    | 6     | Лиса Граф                 | Немачка                   | 2:08.67 | КВ     |
| 4.    | 4.   | 5     | Белинда Хокинг            | Аустралија                | 2:08.67 | КВ     |
| 6.    | 3    | 7     | Љу Јасин                  | Кина                      | 2:08.84 | КВ     |
| 7.    | 2    | 3     | Доминик Бушар             | Канада                    | 2:08.87 | КВ     |
| 8.    | 4    | 3     | дарија Зевина             | Украјина                  | 2:08.88 | КВ     |
| 9.    | 3    | 2     | Керсти Ковентри           | Зимбабве                  | 2:08.91 | КВ     |
| 10.   | 4    | 4     | Емили Сибом               | Аустралија                | 2:09.00 | КВ     |
| 11.   | 2    | 4     | Миси Френклин             | Сједињене Америчке Државе | 2:09.36 | КВ     |
| 12.   | 4    | 2     | Ејглоу Оуск Густавсдоутир | Исланд                    | 2:09.62 | КВ     |
| 13.   | 2    | 5     | Дарија Устинова           | Русија                    | 2:09.96 | КВ     |
| 14.   | 3    | 6     | Анастасија Фесикова       | Русија                    | 2:10.39 | КВ     |
| 15.   | 2    | 2     | Матеа Самарџић            | Хрватска                  | 2:10.51 | КВ     |
| 16.   | 4    | 6     | Јени Менсинг              | Немачка                   | 2:10.68 | КВ     |
| 17.   | 2    | 7     | Маргерита Панцијера       | Италија                   | 2:10.92 |        |
| 18.   | 4    | 7     | Клаудија Лау              | Хонгконг                  | 2:10.94 |        |
| 19.   | 2    | 1     | Дуане да Роча             | Шпанија                   | 2:11.17 |        |
| 20.   | 2    | 8     | Алицја Тхож               | Пољска                    | 2:11.40 |        |
| 21.   | 1    | 5     | Јекатерина Аврамова       | Турска                    | 2:12.98 |        |
| 22.   | 3    | 1     | Река Ђерђ                 | Мађарска                  | 2:12.99 |        |
| 23.   | 1    | 4     | Симона Баумртова          | Чешка                     | 2:13.26 |        |
| 24.   | 1    | 3     | Мартина ван Беркел        | Швајцарска                | 2:13.46 |        |
| 25.   | 4    | 8     | Африка Заморано           | Шпанија                   | 2:13.74 |        |
| 26.   | 3    | 8     | Нацуми Сакај              | Јапан                     | 2:13.99 |        |
| 27.   | 4    | 1     | Чен Ђе                    | Кина                      | 2:14.18 |        |
| 28.   | 1    | 6     | Јеси Јосапутра            | Индонезија                | 2:20.88 |        |

## Полуфинале
Полуфинале се пливале у вечерњем делу програма 11. августа, а пласман у финале остварило је 8 такмичарки са најбољим временима.
Прво полуфинале
| Плас. | Стаза | Пливачица                 | Држава     | Време   | Нап.   |
| ----- | ----- | ------------------------- | ---------- | ------- | ------ |
| 1.    | 4     | Хилари Калдвел            | Канада     | 2:07.17 | КВ     |
| 2.    | 3     | Љу Јасин                  | Кина       | 2:07.56 | КВ     |
| 3.    | 7     | Ејглоу Оуск Густавсдоутир | Исланд     | 2:08.84 | КВ, НР |
| 4.    | 6     | Дарина Зевина             | Украјина   | 2:09.07 |        |
| 5.    | 1     | AАнастасија Фесикова      | Русија     | 2:09.12 |        |
| 6.    | 2     | Емили Сибом               | Аустралија | 2:09.39 |        |
| 7.    | 5     | Лиса Граф                 | Немачка    | 2:09.56 |        |
| 8.    | 8     | Јени Менсинг              | Немачка    | 2:10.15 |        |

Друго полуфинале
| Плас. | Стаза | Пливачица       | Држава                    | Време   | нап.   |
| ----- | ----- | --------------- | ------------------------- | ------- | ------ |
| 1.    | 4     | Катинка Хосу    | Мађарска                  | 2:06.03 | КВ, НР |
| 2.    | 5     | Маја Дирадо     | Сједињене Америчке Државе | 2:07.53 | КВ     |
| 3.    | 3     | Белинда Хокинг  | Аустралија                | 2:07.83 | КВ     |
| 4.    | 2     | Керсти Ковентри | Зимбабве                  | 2:08.83 | КВ     |
| 5.    | 1     | Дарија Устинова | Русија                    | 2:08.84 | КВ     |
| 6.    | 6     | Доминик Бушар   | Канада                    | 2:09.07 |        |
| 7.    | 7     | Миси Френклин   | Сједињене Америчке Државе | 2:09.74 |        |
| 8.    | 8     | Матеа Самарџић  | Хрватска                  | 2:09.83 |        |

## Финале
| Плас. | Стаза | Пливачица                 | Држава                    | Време   | Нап. |
| ----- | ----- | ------------------------- | ------------------------- | ------- | ---- |
|       | 3     | Маја Дирадо               | Сједињене Америчке Државе | 2:05.99 |      |
|       | 4     | Катинка Хосу              | Мађарска                  | 2:06.05 |      |
|       | 5     | Хилари Калдвел            | Канада                    | 2:07.54 |      |
| 4.    | 8     | Дарија Устинова           | Русија                    | 2:07.89 |      |
| 5.    | 2     | Белинда Хокинг            | Аустралија                | 2:08.02 |      |
| 6.    | 7     | Керсти Ковентри           | Зимбабве                  | 2:08.80 |      |
| 7.    | 6     | Љу Јасин                  | Кина                      | 2:09.03 |      |
| 8.    | 1     | Ејглоу Оуск Густавсдоутир | Исланд                    | 2:09.44 |      |